# Den Frauenhaet EP
Den Frauenhaet EP is de tweede ep van Bastaerdschwaerd. Evenals Mvsyk voir by des haertfvvr werd Den Frauenhaet EP uitgebracht door Kvlt Promo Grrrl.
Het album bevat ook een akoestische versie van Sodomie, waarvan het origineel op Mvsyk voir by des haertfvvr staat. De akoestische versie werd opgenomen in het Friese Kollumerpomp.

## Tracklist
1. Intro
2. Zedendelict
3. Het Lustvol Besteygen des Vuyge Vrouwmenschen
4. Nichtwish
5. Verkrachting
6. Mart
7. Frauenhaet
8. Sodomie (Unplugged in Kollumerpomp)